# TVR 350i
TVR 350i – sportowy samochód osobowy produkowany przez brytyjską firmę TVR w latach 1983–1989. Dostępny jako 2-drzwiowe coupé oraz 2-drzwiowy roadster. Do napędu użyto silnika V8 produkcji Rovera o pojemności 3,5 litra. Moc przenoszona była na oś tylną poprzez 5-biegową manualną skrzynię biegów. Samochód został zastąpiony przez model 400SE.

## Dane techniczne

### Silnik
- V8 3,5 l (3532 cm³), 2 zawory na cylinder, OHV
- Układ zasilania: wtrysk Bosch L-Jetronic
- Średnica cylindra × skok tłoka: 88,90 mm × 71,12 mm
- Stopień sprężania: 9,7:1
- Moc maksymalna: 200 KM (147 kW) przy 5280 obr./min
- Maksymalny moment obrotowy: 298 Nm

### Osiągi
- Przyspieszenie 0-80 km/h: 5,1 s
- Przyspieszenie 0-100 km/h: 6,0 s
- Czas przejazdu pierwszych 400 m: 15,8 s
- Prędkość maksymalna: 246 km/h